# Thorey
Pour les articles homonymes, voir Thorey (homonymie).
Thorey est une commune française située dans le département de l'Yonne en région Bourgogne-Franche-Comté.

## Géographie

### Climat
Pour des articles plus généraux, voir Climat de la Bourgogne-Franche-Comté et Climat de l'Yonne.
En 2010, le climat de la commune est de type climat océanique dégradé des plaines du Centre et du Nord, selon une étude du Centre national de la recherche scientifique s'appuyant sur une série de données couvrant la période 1971-2000. En 2020, Météo-France publie une typologie des climats de la France métropolitaine dans laquelle la commune est exposée à un climat océanique altéré et est dans la région climatique  Lorraine, plateau de Langres, Morvan, caractérisée par un hiver rude (1,5 °C), des vents modérés et des brouillards fréquents en automne et hiver. 
Pour la période 1971-2000, la température annuelle moyenne est de 10,6 °C, avec une amplitude thermique annuelle de 15,8 °C. Le cumul annuel moyen de précipitations est de 845 mm, avec 13,1 jours de précipitations en janvier et 8,3 jours en juillet. Pour la période 1991-2020, la température moyenne annuelle observée sur la station météorologique de Météo-France la plus proche, « Cruzy_sapc », sur la commune de Cruzy-le-Châtel à 9 km à vol d'oiseau, est de 11,1 °C et le cumul annuel moyen de précipitations est de 845,8 mm. 
La température maximale relevée sur cette station est de 40,7 °C, atteinte le 25 juillet 2019 ; la température minimale est de −21 °C, atteinte le 16 janvier 1985,,. 
Les paramètres climatiques de la commune ont été estimés pour le milieu du siècle (2041-2070) selon différents scénarios d'émission de gaz à effet de serre à partir des nouvelles projections climatiques de référence DRIAS-2020. Ils sont consultables sur un site dédié publié par Météo-France en novembre 2022.

## Urbanisme

### Typologie
Au 1er janvier 2024, Thorey est catégorisée commune rurale à habitat très dispersé, selon la nouvelle grille communale de densité à sept niveaux définie par l'Insee en 2022.
Elle est située hors unité urbaine. Par ailleurs la commune fait partie de l'aire d'attraction de Tonnerre, dont elle est une commune de la couronne,. Cette aire, qui regroupe 38 communes, est catégorisée dans les aires de moins de 50 000 habitants,.

### Occupation des sols
L'occupation des sols de la commune, telle qu'elle ressort de la base de données européenne d’occupation biophysique des sols Corine Land Cover (CLC), est marquée par l'importance des territoires agricoles (56,8 % en 2018), une proportion identique à celle de 1990 (56,8 %). La répartition détaillée en 2018 est la suivante : 
terres arables (44,2 %), forêts (43,2 %), zones agricoles hétérogènes (12,6 %). L'évolution de l’occupation des sols de la commune et de ses infrastructures peut être observée sur les différentes représentations cartographiques du territoire : la carte de Cassini (XVIIIe siècle), la carte d'état-major (1820-1866) et les cartes ou photos aériennes de l'IGN pour la période actuelle (1950 à aujourd'hui).

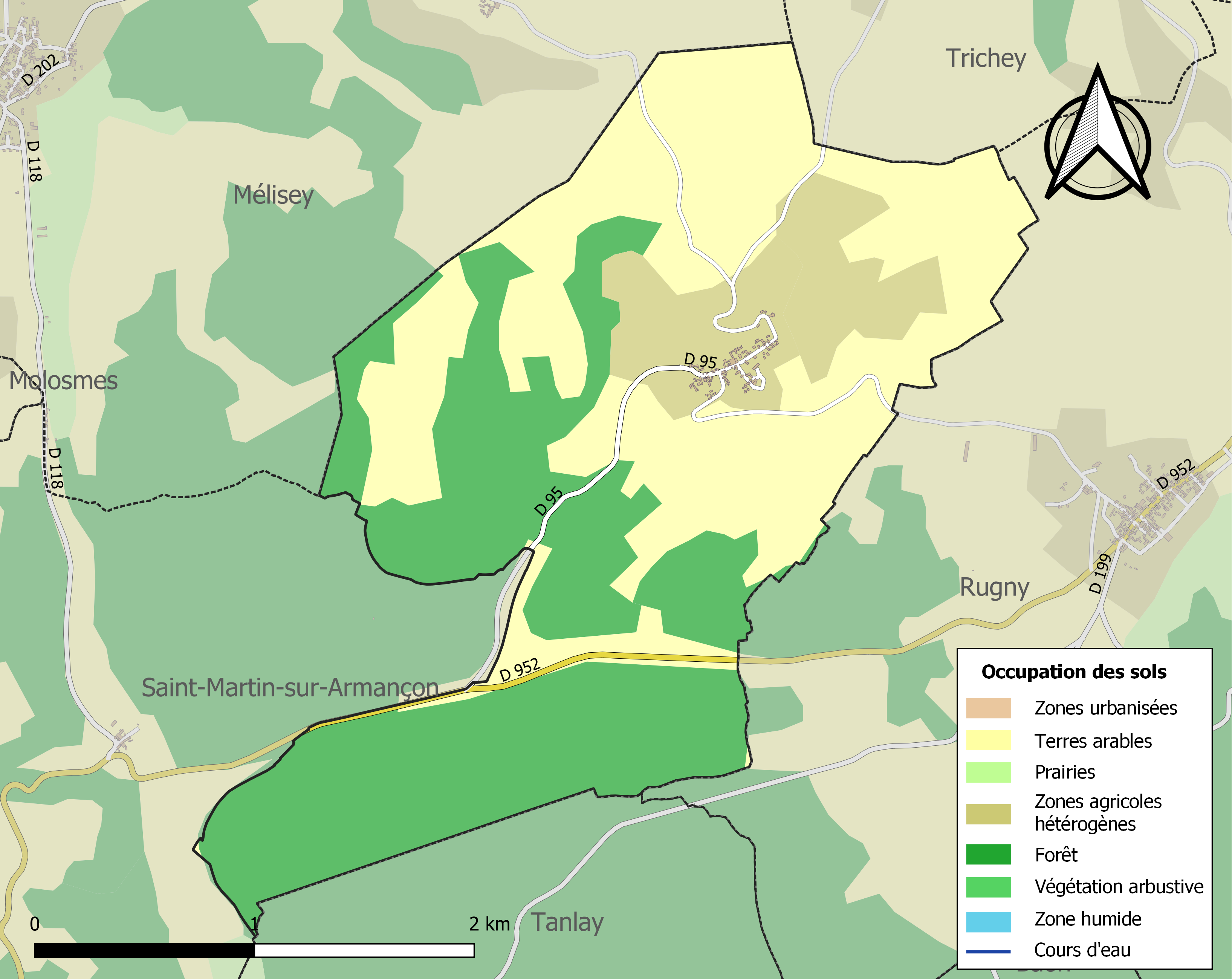
Carte des infrastructures et de l'occupation des sols de la commune en 2018 (CLC).

## Toponymie
Torreio (965), Torreovilla (1137), Tourey (1127-1168).
Du nom d'homme latin Taurius, issu du mot latin taurus (« taureau »), avec le suffixe possessif –acum.

## Histoire
Le premier seigneur connu de Thorey est Odon de Thorey qui eut des démêlés avec les moines de l'abbaye de Quincy en 1178.

## Politique et administration
| Période    | Période  | Identité        | Étiquette | Qualité |
| ---------- | -------- | --------------- | --------- | ------- |
|            |          |                 |           |         |
| avant 1995 | ?        | Didier Roumeaux |           |         |
|            |          | Jean Marlin     |           |         |
| ?          | En cours | Régis Nicolle   |           |         |

## Démographie
L'évolution du nombre d'habitants est connue à travers les recensements de la population effectués dans la commune depuis 1793. Pour les communes de moins de 10 000 habitants, une enquête de recensement portant sur toute la population est réalisée tous les cinq ans, les populations de référence des années intermédiaires étant quant à elles estimées par interpolation ou extrapolation. Pour la commune, le premier recensement exhaustif entrant dans le cadre du nouveau dispositif a été réalisé en 2005.

En 2022, la commune comptait 43 habitants, en évolution de +38,71 % par rapport à 2016 (Yonne : −1,95 %, France hors Mayotte : +2,11 %).
| 1793 | 1800 | 1806 | 1821 | 1831 | 1836 | 1841 | 1846 | 1851 |
| ---- | ---- | ---- | ---- | ---- | ---- | ---- | ---- | ---- |
| 281  | 306  | 304  | 279  | 291  | 273  | 263  | 258  | 272  |

| 1856 | 1861 | 1866 | 1872 | 1876 | 1881 | 1886 | 1891 | 1896 |
| ---- | ---- | ---- | ---- | ---- | ---- | ---- | ---- | ---- |
| 250  | 231  | 215  | 188  | 180  | 167  | 157  | 152  | 127  |

| 1901 | 1906 | 1911 | 1921 | 1926 | 1931 | 1936 | 1946 | 1954 |
| ---- | ---- | ---- | ---- | ---- | ---- | ---- | ---- | ---- |
| 128  | 117  | 101  | 82   | 80   | 81   | 67   | 65   | 71   |

| 1962 | 1968 | 1975 | 1982 | 1990 | 1999 | 2005 | 2006 | 2010 |
| ---- | ---- | ---- | ---- | ---- | ---- | ---- | ---- | ---- |
| 64   | 56   | 60   | 54   | 55   | 56   | 54   | 52   | 45   |

| 2015 | 2020 | 2022 | - | - | - | - | - | - |
| ---- | ---- | ---- | - | - | - | - | - | - |
| 33   | 39   | 43   | - | - | - | - | - | - |

## Culture locale et patrimoine

### Lieux et monuments
La première mention du château date de 1398 : Simon de La Palus vend le château et baronnie de Thorey à Régnier Pot, chambellan du duc de Bourgogne Philippe le Hardi. Le château et tour de Thorey était jurable et rendable dans la châtellenie de Cruzy au comte de Tonnerre, tandis que la basse-cour, les hommes et les terres relevaient du comte de Champagne. En 1414, Louis de Chalon, comte de Tonnerre, en lutte contre le duc de Bourgogne et allié des Armagnacs prend Thorey et le détruit. En 1440, Jacques Pot hérite la seigneurie de son père. Le château était reconstruit en 1472, car il est occupé à cette date par les troupes de Louis XI et repris par les Bourguignons, commandées par Antoine de Luxembourg et Pierre de Hagenbach à la fin de la même année. Jacques Pot décède en 1473 et c'est son frère Guyot qui recueille la seigneurie, puis son fils Régnier, mort en 1502. Le château passa à la sœur de ce dernier, Anne et à son mari Guillaume de Montmorency, puis à leur fils Anne de Montmorency, connétable de France. De la famille de Montmorency, la baronnie passe aux Luxembourg vers 1640, puis en 1704 aux Thévenin de Tanlay. Le château n'est plus occupé que par des régisseurs et en 1803 l'un d'eux vendit les pierres du château. Vers 1868 le château ne possède plus que les tours du nord, les autres tours et les courtines ont servi de carrière de pierre. A l'abandon, étouffé par la végétation, Thorey meurt lentement,.
Le château en ruine, dont il reste une tour et une partie de l'entrée, est difficile d'accès et a la particularité d'être construit dans une position cachée au fond d'un vallon, protégée par un étang. La légende locale dit qu'on y battait monnaie et que c'est la raison pour laquelle il est « discret ».
Proche du château se trouve une église romane encore en usage (une ou deux fois tous les deux ou trois ans) avec un carillon interne.
On trouve aussi le reste d'une abbaye disposant d'un grand pressoir (propriété privée) et un lavoir ancien ainsi que l'église Saint-Martin de Thorey.

### Héraldique
| Blason de Thorey | Blason  | Coupé : au 1er parti au I de gueules au château en perspective avec trois tours rondes couvertes et un donjon, le tout d'argent, ajouré de sable et au II d'or au tau de sable, au 2d d'azur au rencontre de taureau d'or.                                          |
| Blason de Thorey | Détails | Le château représente l'ancien château de la commune, le tau et le rencontre de taureau évoquent le nom de la commune. Les couleurs des trois champs viennent du blason de la famille de Montmorency. Armories composées par Jean-François Binon, adoptées en 2017. |

## Pour approfondir